# Rigby (Idaho)
Rigby es una ciudad ubicada en el condado de Jefferson en el estado estadounidense de Idaho. En el Censo de 2010 tenía una población de 3945 habitantes y una densidad poblacional de 644,87 personas por km².

## Geografía
Rigby se encuentra ubicada en las coordenadas 43°40′25″N 111°54′45″O / 43.67361, -111.91250. Según la Oficina del Censo de los Estados Unidos, Rigby tiene una superficie total de 6.12 km², de la cual 6.09 km² corresponden a tierra firme y (0.42%) 0.03 km² es agua.

## Demografía
Según el censo de 2010, había 3945 personas residiendo en Rigby. La densidad de población era de 644,87 hab./km². De los 3945 habitantes, Rigby estaba compuesto por el 0.09% blancos, el 0.15% eran afroamericanos, el 0.94% eran amerindios, el 0.46% eran asiáticos, el 0.23% eran isleños del Pacífico, el 6.67% eran de otras razas y el 2.08% pertenecían a dos o más razas. Del total de la población el 11.81% eran hispanos o latinos de cualquier raza.